# Balletti verdi

Foto pubblicata dal settimanale di destra Il Borghese, 20 ottobre 1960 con la didascalia: «Nuovi fusti. 1960: Balletti verdi»

Balletti verdi è il nome con cui fu battezzato uno tra i più grandi scandali legati agli ambienti frequentati da omosessuali nella storia italiana. La definizione deriva dalla congiunzione dei termini "balletti", con il quale si indicavano gli scandali di natura sessuale, e "verdi", perché il verde era il colore associato agli omosessuali, in quanto era il colore del garofano all'occhiello dello scrittore irlandese Oscar Wilde, a sua volta travolto da uno scandalo legato alla sua omosessualità nell'Inghilterra vittoriana.
La stessa definizione fu ripresa per uno scandalo dai contorni similari negli anni sessanta del XX secolo, a Reggio Emilia.

## Storia
Il 5 ottobre 1960 un breve trafiletto sul Giornale di Brescia (e alcune righe su l'Unità) informò dell'apertura di una vasta inchiesta negli 'ambienti omosessuali':
Le notizie relative a convegni immorali, a trattenimenti di genere irriferibile, ad adescamenti ed a corruzioni e ricatti sono ripetutamente giunte fino a noi»
(Giornale di Brescia, 5 ottobre 1960)
Al centro dell'inchiesta alcune feste in una cascina del Comune di Castel Mella dove, secondo le indagini, gli omosessuali si sarebbero incontrati per convegni a sfondo sessuale.
I cinquantaquattro inquisiti iniziali diventarono in pochi giorni circa duecento, e la varietà delle classi sociali colpite, i nomi noti e la curiosità morbosa fecero dello scandalo un evento nazionale, ampiamente dibattuto su quotidiani e settimanali.
Nell'inchiesta vennero coinvolti da un testimone, un giovane che faceva il cameriere presso dei principi romani, personaggi celebri come Mike Bongiorno, Dario Fo, Franca Rame, Gino Bramieri, che vennero interrogati dagli inquirenti. Questo portò la stampa nazionale a interessarsi del caso. Il clamore mediatico fu notevole e seguirono querele da parte di personaggi del mondo dello spettacolo dei quali venne ipotizzata la partecipazione agli incontri; venne avanzata anche l'ipotesi di un traffico internazionale di giovani dalla Svizzera. Presto però tutto si rivelò infondato e fu chiaro il carattere di montatura dell'intera vicenda, creata probabilmente da ambienti dell'estremismo di destra in vista delle elezioni per il Comune di Brescia.
A Brescia infuriava, nel contempo, il dibattito politico: decisamente aspro fu il confronto tra la stampa comunista, che guardava all'omosessualità come vizio borghese e attaccava i cattolici ipotizzando che anche sacerdoti fossero implicati nella vicenda, e quella cattolica; relativamente al supposto coinvolgimento di sacerdoti, la portata della vicenda spinse il vescovo di Brescia a intervenire con uno scritto sul quotidiano locale per smentire, arrivando a dichiarare che « E se qualche volta, assai rara, qualche sacerdote abbia potuto in qualche modo venir meno al suo dovere, pensiamo che anche essi sono uomini e possono mancare, e che questi fatti hanno avuto le loro sanzioni ». La destra, invece, colse l'occasione per rivendicare a gran voce una moralizzazione dei costumi.
In Parlamento venne inoltre presentata dall'on. Bruno Romano (PSDI) una proposta di legge tesa a render reato l'omosessualità, col pretesto di proteggere i minorenni dalla corruzione. La proposta si aggiungeva a una, analoga, già presentata dall'MSI. Nessuna delle proposte citate, tuttavia, arrivò mai alla discussione.
Fu il periodico Le Ore a dare allo scandalo il nome di “balletti verdi”, “balletti” essendo chiamati tutti gli scandali a sfondo sessuale (a partire dal caso omologo, ma eterosessuale, dei “balletti rosa” francesi, e dall'analogo scandalo dei ballets bleu) che vedessero coinvolti giovani, mentre il verde era considerato il colore degli omosessuali (verde era infatti il garofano portato all'occhiello da Oscar Wilde). Il caso provocò inoltre la moltiplicazione di annunci falsi circa la scoperta di inesistenti “balletti verdi” in decine di città italiane.

## L'inchiesta
L'indagine fu condotta dal giudice istruttore Giovanni Arcai, colui che indirizzò verso la pista neofascista, dal pubblico ministero Enzo Giannini, futuro sostituto procuratore generale di Brescia e dal brigadiere Arrigo Varano, e si trascinò a lungo tra colpi di scena, notizie bomba tanto clamorose quanto false (spaccio di droga nei balletti, tratta internazionale di ragazzi tra Italia e Svizzera, vendita di fotografie pornografiche), rinvii a giudizio, nuovi arresti, scagionamenti e interrogatori a personaggi celebri come, ad esempio, quello a Giò Stajano, che fu inquisito semplicemente perché era uno dei pochissimi omosessuali dichiarati dell'epoca (fece poi coming out come donna transessuale negli anni '80).

## Il processo
Il 29 gennaio 1964 il caso si concluse e quasi nessuno degli inquisiti fu effettivamente processato. Dei sedici imputati rimasti, quindici furono assolti oppure chiamati a fruire dell'amnistia. Un solo colpevole avrebbe dovuto scontare una pena a quattro anni per favoreggiamento della prostituzione, il proprietario della cascina di Castel Mella ove avvennero gli incontri. Quella dei "balletti verdi" si rivelò infine una grande e isterica montatura, come riconobbe la stessa stampa. Il Giornale di Brescia arrivò infatti a titolare, in data 31 gennaio 1964: « Finalmente ridimensionata la montatura dei balletti verdi. »

## Influenza culturale
- I Peos hanno cantato il brano Balletti verdi sul retro del 45 giri del 1962 Mazzarino.[8]
- La scena finale dell'episodio Il complesso della schiava nubiana (interpretato da Ugo Tognazzi e diretto da Franco Rossi) del film I complessi del 1965 allude alla vicenda dei "balletti verdi".
- La scena finale del film Le massaggiatrici (1962) diretto da Lucio Fulci allude alla vicenda dei "balletti verdi".
- Il poeta statunitense Harold Norse ha scritto la poesia Green Ballet nel 1960, a Roma.
- Durante la puntata dell'8 giugno 2021 di "Una Pezza di Lundini", i membri della band "Pinguini Tattici Nucleari" Riccardo Zanotti ed Elio Biffi eseguono, assieme a Valerio Lundini e i VazzaNikki, il brano Balletti verdi dei Peos.